# Herpyllus sherus
Espèce
Herpyllus sherus est une espèce d'araignées aranéomorphes de la famille des Gnaphosidae.

## Distribution
Cette espèce est endémique du Mexique. Elle se rencontre au Jalisco, en Oaxaca et à Mexico.

## Description
Le mâle holotype mesure 7,60 mm et les femelles de 6,84 à 9,11 mm.

## Publication originale
- Platnick & Shadab, 1977 : A revision of the spider genera Herpyllus and Scotophaeus (Araneae, Gnaphosidae) in North America. Bulletin of the American Museum of Natural History, no 159, p. 1-44 (texte intégral).